# SMC4
SMC4, или белок структурной поддержки хромосом номер четыре (англ. Structural maintenance of chromosomes protein 4), также известный как хромосом-ассоцированный полипептид C или XCAP-C гомолог — это белок, который у человека кодируется геном SMC4. SMC-4 является основной субъединицей конденсина I и II, крупных белковых комплексов, участвующих в организации хромосом высокого порядка, включая конденсацию и сегрегацию. Белок SMC4 обычно ассоциирован с белком SMC2, другим белковым комплексом из семейства SMC-белков. SMC-4 димеризуется с SMC-2, создавая гибкую и динамичную структуру голокомплекса конденсинов. Показано, что сверхэкспрессия белка SMC-4 влияет на канцерогенез.
Длина полипептидной цепи белка составляет 1288 аминокислот, а молекулярная масса — 147182 Да.

## Структура и взаимодействия

Структура голокомплекса белков конденсина, в котором представлены гетеродимер SMC-4/SMC-2 и дополнительные субъединицы. Также изображен клейзин (синий).

Первичная 5-доменная структура SMC-белков высоко консервативна среди живых организмов. Базовая структура SMC-белков характеризуется наличием неспиральной шарнирной группы, разделённой двумя антипараллельными α-спиральными доменами “coiled-coil” (двуспиральная область), а также двумя аминоконцевыми глобулярными доменами, содержащими  АТФ гидролитические сайты или нуклеотид-связывающие мотивы, расположенные на С-конце и N-конце, называемые мотивами Walker A и Walker B.
У эукариот димеризация опосредуется самоукладкой неспиральной шарнирной группы SMC-белка. Димеризация происходит в неспиральной шарнирной группе SMC-4, которая затем связывается с неспиральной шарнирной группой SMC-2, создавая гетеродимерную структуру в форме буквы «V». Голокомплекс конденсина содержит субъединицы гетеродимера SMC-4 и SMC-2, а также 3 других субъединицы, не относящиеся к SMC: CAP-D2, CAP-G и CAP-H.
В голокомплексе конденсина белковая субъединица, называемая клейзином, присоединяется к С-концевой и N-концевой АТФазных доменов обоих белков SMC-4 и SMC-2. Когда голокомплекс конденсина связан с АТФ на этих концевых доменах, конденсин принимает "закрытое" конформационное состояние. SMC-4 — динамичный и гибкий белок, позволяющий различным доменным компонентам время от времени взаимодействовать друг с другом. Предполагается, что это связано с механической способностью комплекса, когда он связан с хромосомами. В почкующихся дрожжах эти взаимодействия могут приводить к появлению открытых "O" или свёрнутых "B" форм в результате их динамических способностей.

## Функции
SMC4 имеет обширный ряд функций, важных для развития организма человека. В основном он участвуют в конденсации и сегрегации хромосом, а также в таких функциях хромосом, как поддержание подавленного состояния экспрессии генов, организация гетерохроматина и репарация ДНК.

## Роль SMC4 в развитии карциномы
Белок SMC4 связан с аномальным ростом клеток и опухолей, участвует в миграции и инвазии. В целом, считается, что наличие сверхэкспрессированных белков SMC4 связано с канцерогенезом.
Установлено, что сверхэкспрессия или даун-регуляция (подавление) белка SMC4 изменяет сигнальные пути TGFβ/Smad в клетках глиомы. SMC4-трансдуцированные клетки глиомы показали активацию сигнального пути TGFβ/Smad, которая отсутствовала в SMC4-молчаливых клетках глиомы. Было показано, что этот путь коррелирует с "агрессивным" поведенческим фенотипом клеток глиомы. Сверхэкспрессия SMC-4 может вызывать более высокую скорость пролиферации и, в конечном счете, увеличивать инвазивную способность. Снижение регуляции SMC-4 уменьшает данное качество.
SMC4 участвует в опухолевом процессе в печени, толстой кишке и лёгких. Этот белок тесно связан с клеточным циклом, клеточной адгезией и модификацией РНК в развитии лёгких и канцерогенезе. Он сверхэкспрессируется в тканях аденокарциномы лёгких и может служить независимым прогностическим фактором. Инактивация SMC4 сильно подавляет пролиферацию и инвазию клеток A549, белок также взаимодействует с DDX46. Ключевая роль белка в развитии лёгких и канцерогенезе показывает, что гены с аналогичным паттерном экспрессии SMC4 в развитии лёгких могут способствовать прогрессии рака лёгких.
Исследования показывают, что сверхэкспрессия белка SMC4 в тканях печени человека может коррелировать с прогрессированием гепатоцеллюлярной карциномы.